# Bembidion ampliceps
Bembidion ampliceps är en skalbaggsart som beskrevs av Thomas Casey. Bembidion ampliceps ingår i släktet Bembidion och familjen jordlöpare. Inga underarter finns listade i Catalogue of Life.